# Comté de Tehama
Pour les articles homonymes, voir Tehama.
Le comté de Tehama est un comté de l'État de Californie aux États-Unis. Au recensement de 2020, il comptait 65 829 habitants. Son chef-lieu est Red Bluff.

## Histoire
Le territoire du comté fut constitué à partir de morceaux des comtés de Butte et de Colusa en 1856 et doit son nom à la ville de Tehama située dans son territoire.

## Géographie
Selon le Bureau du recensement des États-Unis, le comté a une superficie de 7 672 km2. Une petite partie du parc national volcanique de Lassen s'étend au nord-est de son territoire, incluant une part du district historique de Lassen Volcanic National Park Highway.

### Comtés limitrophes
| Comté de Trinity   | Comté de Shasta |                 |
|                    | Comté de Tehama | Comté de Plumas |
| Comté de Mendocino | Comté de Glenn  | Comté de Butte  |

## Principales localités

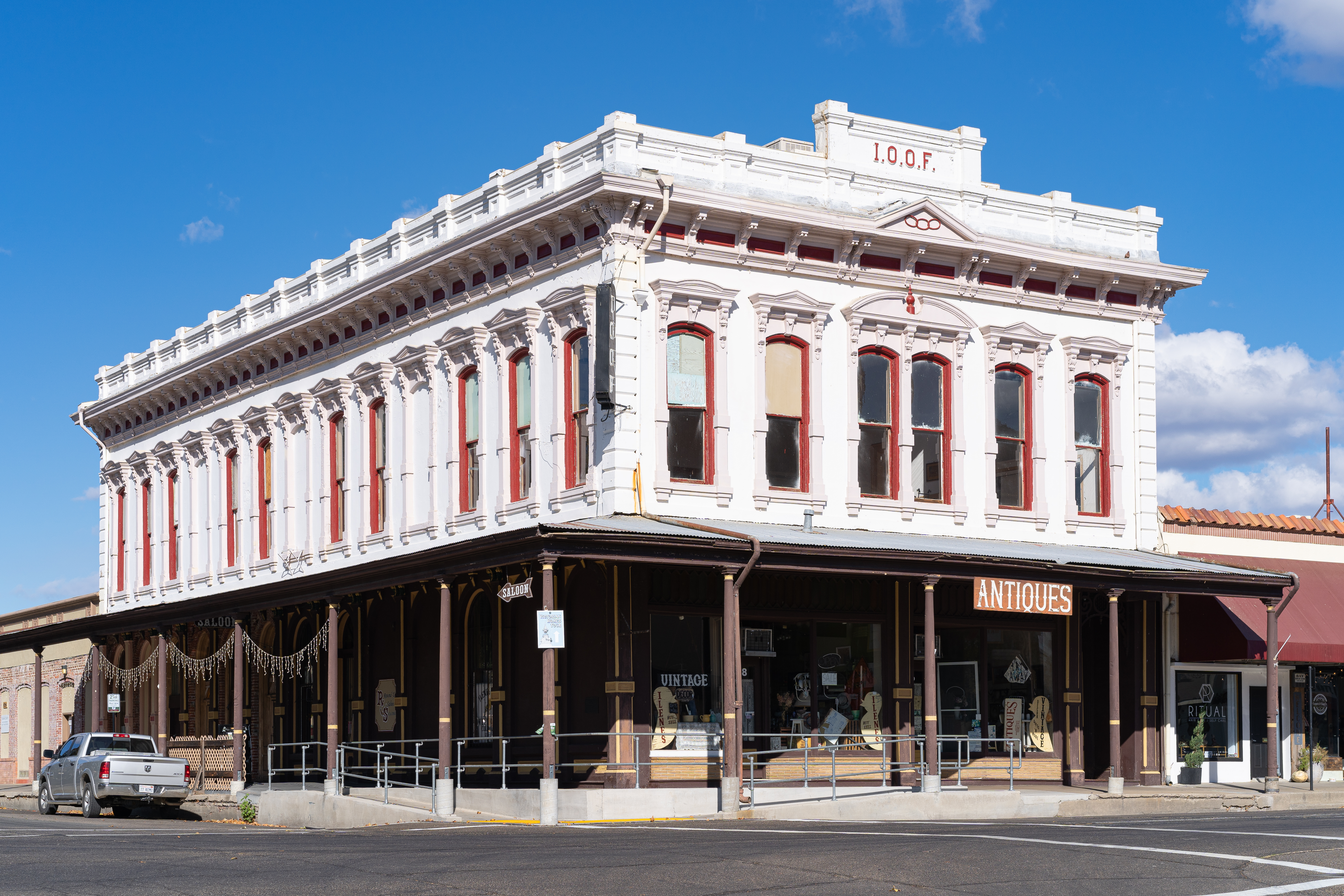
Bâtiment historique de Red Bluff.

- Bâtiment historique de Red Bluff. Corning
- Gerber-Las Flores
- Los Molinos
- Manton
- Mill Creek
- Mineral
- Rancho Tehama Reserve
- Red Bluff
- Tehama

## Démographie
| Groupe                           | Comté de Tehama | Californie | États-Unis |
| -------------------------------- | --------------- | ---------- | ---------- |
| Blancs                           | 81,5            | 57,6       | 72,4       |
| Autres                           | 9,9             | 17,0       | 6,2        |
| Métis                            | 4,3             | 4,9        | 2,9        |
| Amérindiens                      | 2,6             | 1,0        | 0,9        |
| Asiatiques                       | 1,0             | 13,1       | 4,8        |
| Afro-Américains                  | 0,6             | 6,2        | 12,6       |
| Océaniens                        | 0,1             | 0,4        | 0,2        |
| Total                            | 100             | 100        | 100        |
|                                  |                 |            |            |
| Hispaniques et Latino-Américains | 21,9            | 37,6       | 16,7       |

Selon l'American Community Survey, pour la période 2011-2015, 81,55 % de la population âgée de plus de 5 ans déclare parler anglais à la maison, alors que 16,64 % déclare parler l'espagnol et 1,81 % une autre langue.
Au recensement de 2000, le comté comprenait 56 039 habitants, 21 013 ménages et 14 898 familles pour une densité d'environ 7 hab./km2. Le revenu médian par ménage était de 31 206 $ et 17,3 % de la population vivait sous le seuil de pauvreté.
| 1860  | 1870  | 1880  | 1890  | 1900   | 1910   |
| ----- | ----- | ----- | ----- | ------ | ------ |
| 4 044 | 3 587 | 9 301 | 9 916 | 10 996 | 11 401 |

| 1920   | 1930   | 1940   | 1950   | 1960   | 1970   |
| ------ | ------ | ------ | ------ | ------ | ------ |
| 12 882 | 13 866 | 14 316 | 19 276 | 25 305 | 29 517 |

| 1980   | 1990   | 2000   | 2010   | 2020   | - |
| ------ | ------ | ------ | ------ | ------ | - |
| 38 888 | 49 625 | 56 039 | 63 463 | 65 829 | - |

## Images

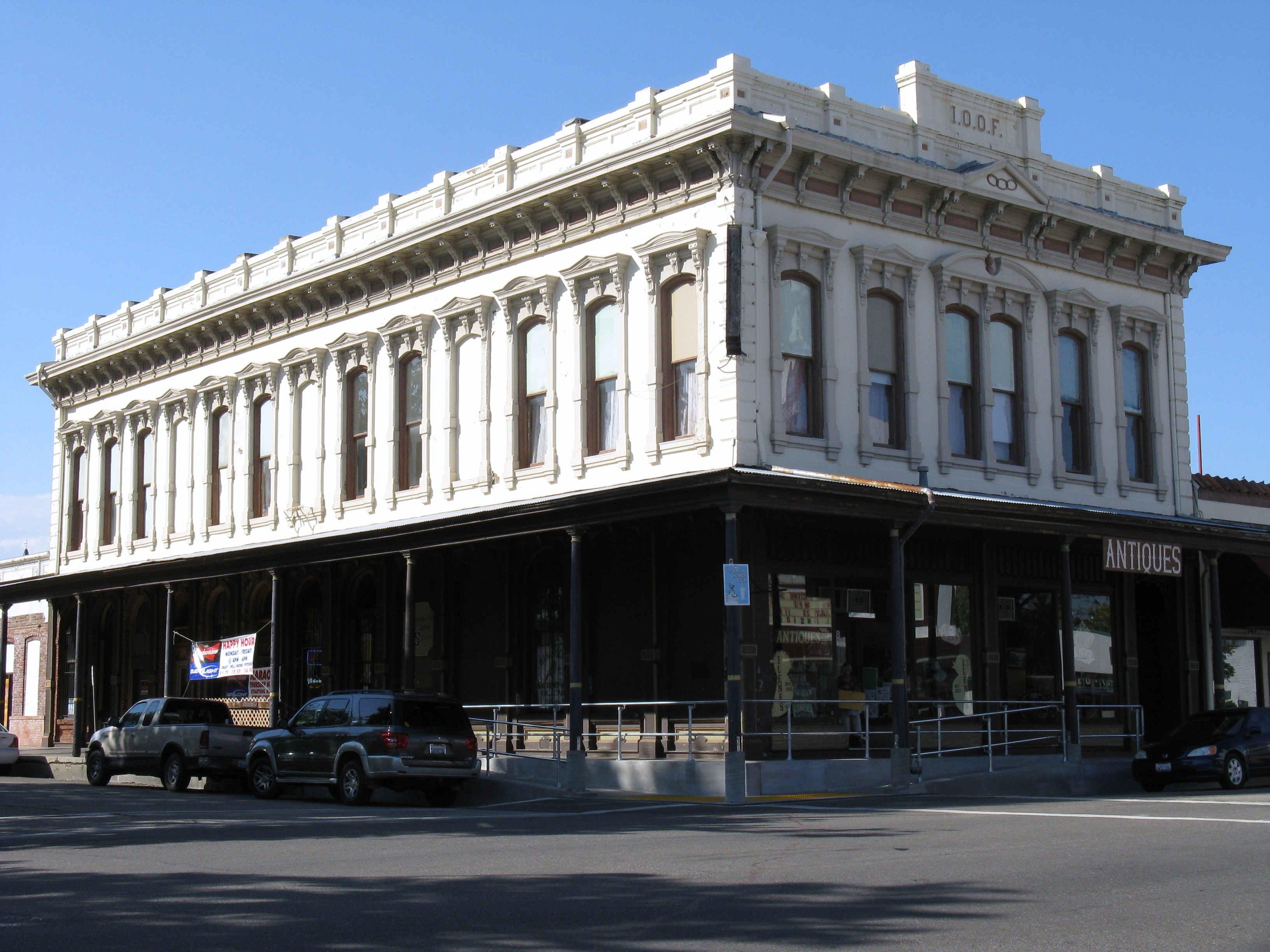
L’Oddfellows Hall à Red Bluff.
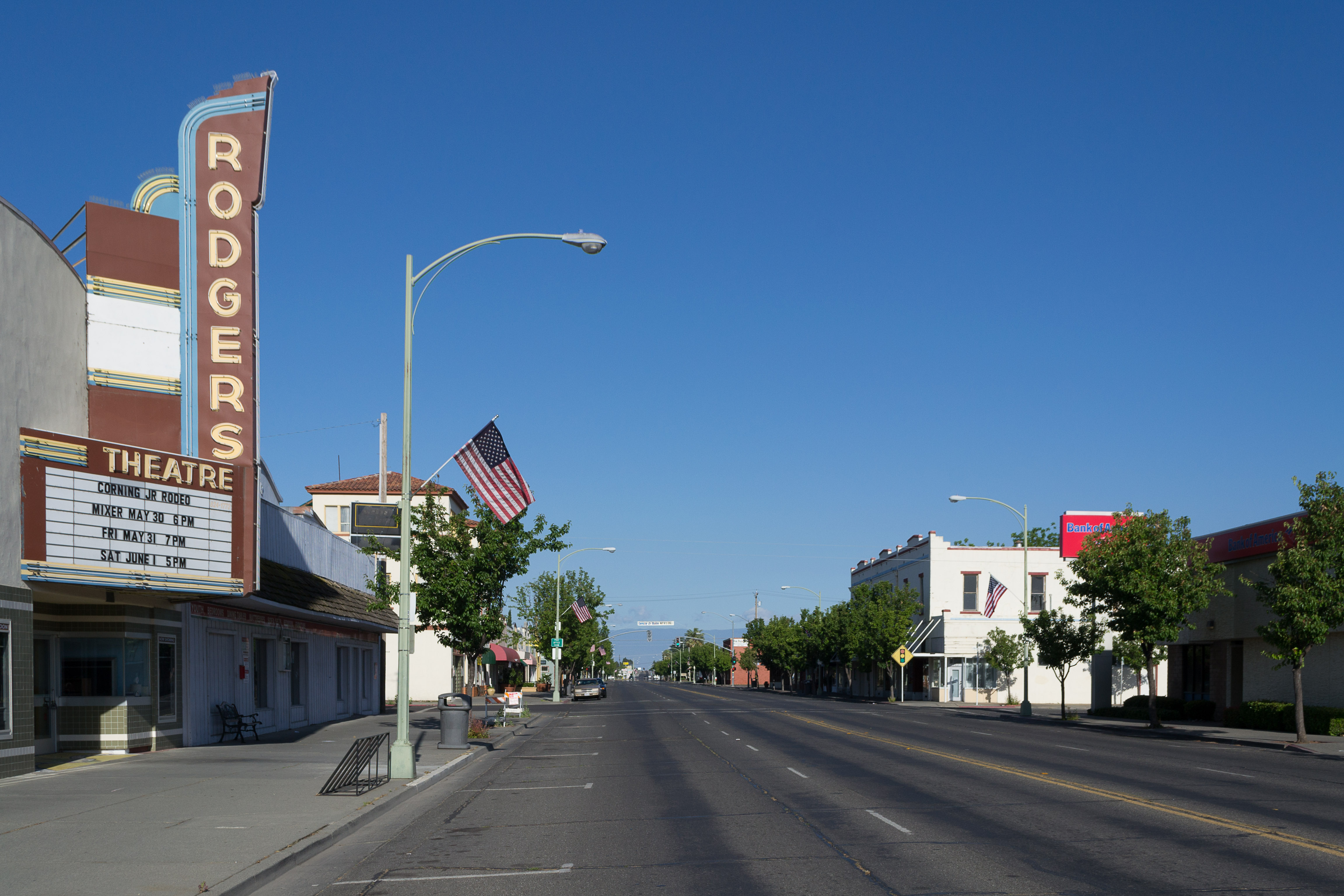
Solano Street à Corning.
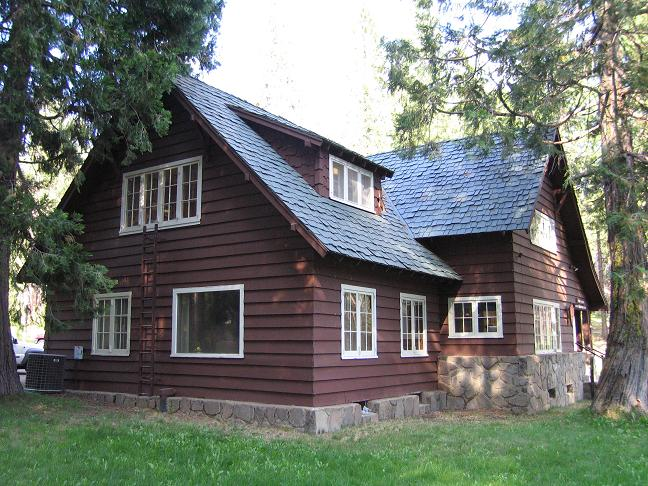
Parks Headquarters, à Mineral.